# 국도 제130호선 (일본)

130번 국도의 종점. 도쿄도 미나토구 시바4초메 교차로 부근이며, 이 곳에서는 15번 국도와 분기하고 있음.

일본 130번 국도(일본어: 国道130号→국도 130호)은 도쿄항에서 도쿄도 미나토구까지 이어지는 일본의 국도로, 일본에서 174번 국도 다음으로 두 번째로 짧은 국도 노선이다. 그러나 이 국도는 미나토 국도 노선이기도 하며 총 연장이 500m이지만, 실질적인 연장으로는 482m 구간이다.

## 연혁
- 1953년 5월 18일: 2급 국도 130호선인 도쿄항선으로 지정되어 시행
- 1965년: 도로에 관한 법률 개정에 따라 등급 구분이 폐지됨과 동시에 일반 국도 130호선으로 지정되어 시행

## 단거리 국도 순위
총연장의 순서
- 1위: 174번 국도 (200m)
- 2위: 130번 국도 (500m)
- 3위: 198번 국도 (600m)

실제 연장의 순서
- 1위: 174번 국도 (187.1m)
- 2위: 189번 국도 (372m)
- 3위: 130번 국도 (482m)

## 노선 개황
- 통칭: 구 해안거리
- 교량: 미나미하마교

## 통과하는 지자체
- 도쿄도: 미나토구

## 교차 가능한 도로
- 15번 국도
- 481번 도쿄도도
- 316번 도쿄도도